# Robert C. Dunnell
Robert Chester Dunnell (* 4. Dezember 1942 in Wheeling, West Virginia; † 13. Dezember 2010 in Natchez, Mississippi) war ein US-amerikanischer Archäologe. Sein Forschungsschwerpunkt lag zum einen in der Theoretischen Archäologie, in welcher er sich mit Systematisierung und der Durchsetzung wissenschaftlicher Standards befasste, zum anderen in archäologischer Feldforschung bzgl. der Prähistorik des östlichen Nordamerikas.

## Leben

### Jugend, Studium und akademische Lehrtätigkeit
Dunnell wuchs in West Virginia auf. Bereits als Jugendlicher begann er sich für Archäologie zu interessieren. So klassifizierte er Artefakte, welche er nahe dem Grave Creek Mound gefunden hatte. Nach Abschluss der High School verschlug es ihn bei dem Versuch, der vom Bergbau geprägten Wirtschaft West Virginias zu entkommen, nach Tennessee, wo er als Montagearbeiter am Barkley Reservoir Project tätig wurde. Nachdem er erfuhr, dass die University of Kentucky Teilnehmer für archäologische Ausgrabungen im Zuge dieses Bauprojektes anstellte, schrieb er sich an der Universität ein. Im Laufe seines Studiums nahm er an verschiedenen Ausgrabungen teil und erhielt 1964 einen Bachelor of Arts. Dunnell setzte sein Studium nun an der Graduate School der Yale University fort. Gleichzeitig beteiligte er sich weiterhin an archäologischer Feldarbeit in Kentucky. Seine hierbei im Fishtrap Reservoir gesammelten Ergebnisse flossen in seine Dissertation The Prehistory of Fishtrap, Kentucky: Archaeological Interpretation in Marginal Areas ein. Mit dieser promovierte er 1967 an der Yale University und erhielt einen Ph.D.
Noch im selben Jahr zog er mit seiner Ehefrau nach Washington und wurde am Department of Anthropology der University of Washington tätig. Im Laufe seiner dortigen Lehrtätigkeit durchlief er die Berufungen vom Assistant Professor bis zum Full Professor  und war von 1972 bis 1985 Vorsitzender des Department of Anthropology. Des Weiteren promovierten unter seiner Betreuung 29 Doktoranden. Im Dezember 1997 erfolgte seine Emeritierung. Dunnell veröffentlichte während seiner akademischen Karriere mehr als 100 Artikel, war Herausgeber oder Mitherausgeber von sechs Büchern sowie Autor von drei Büchern.
Er war mit der Anthropologin Mary Dunnell, welche ebenfalls an der Yale University studiert hatte, verheiratet. Er starb im Dezember 2010 im Alter von 68 Jahren an Herzinsuffizienz nahe seinem Zuhause in Natchez, Mississippi.

### Archäologische Forschungstätigkeit
Dunnells Interesse galt der Theoretischen Archäologie und der Verwissenschaftlichung archäologischer Forschung. Zu Beginn seiner archäologischen Forschungstätigkeit befasste er sich mit Klassifikation und Seriation innerhalb der Archäologie. Sein 1971 veröffentlichtes Buch Systematics in Prehistory gilt als wichtiges Werk zu Themen der archäologischen Systematik. In den späten 1970er Jahren begann sich Dunnell unter dem Eindruck seiner bisherigen Arbeit zu Seriation und dem Kontakt zu Evolutionsbiologen für die Theorien der Darwinian Archaeology zu interessieren und wurde ein entschiedener Befürworter selbiger. Seine Arbeiten zu diesem Thema trugen dazu bei, deren evolutionäre Ansätze und Theorien innerhalb der archäologischen Gemeinschaft langfristig salonfähig zu machen. In den 1980er und 1990er Jahren beschäftigte er sich mit erkenntnistheoretischen Aspekten archäologischer Forschung.
Innerhalb seiner archäologischen Feldforschung galt sein Interesse vor allem der Prähistorik des östlichen Nordamerikas.

## Veröffentlichungen (Auswahl)
- Systematics in Prehistory. Free Press u. a., New York NY u. a. 1971.
- als Herausgeber mit David J. Meltzer: The archaeology of William Henry Holmes. Smithsonian Institution Press, Washington u. a. DC 1992, ISBN 1-56098-152-0.
- als Herausgeber mit R. Lee Lyman, Michael J. O’Brien: Americanist Culture History. Fundamentals of Time, Space, and Form. Plenum Press, New York NY u. a. 1997, ISBN 0-306-45539-0.
- mit R. Lee Lyman, Michael J. O’Brien: The Rise and Fall of Culture History. Plenum Press, New York NY u. a. 1997, ISBN 0-306-45538-2.
- als Herausgeber mit Michael J. O’Brien, Robert C. Dunnell: Changing Perspectives on the Archaeology of the Central Mississippi Valley. University of Alabama Press, Tuscaloosa AL u. a. 1998, ISBN 0-8173-0909-8.